# Marija Gimbutas
Marija Gimbutas (litauisk Marija Gimbutienė; født 23. januar 1921 i Vilnius, død 2. februar 1994 i Los Angeles) var en litauisk-amerikansk arkæolog, som primært er kendt for sin forskning i neolitiske og bronzealderens kulturer i ’’Gamle Europa’’, et begreb hun selv indførte. Hendes værker, udgivet i årene 1946 og 1971, introducerede nye synsvinkler ved at kombinere traditionel arkæologisk metode med lingvistiske og religionshistoriske tolkninger; denne tilgang fik fra begyndelsen en til dels blandet modtagelse blandt hendes kollegaer, da de dels blev betragtet som både radikale og nyskabende, og til dels præget af forenklinger og spekulationer.

## Tidligt liv
Gimbutas blev født som Marija Birutė Alseikaitė af forældrene Veronika Janulaityté Alseikiené og Danielius Alseika i Vilnius, den nuværende hovedstad i Litauen, som på det tidspunkt var under polsk okkupation. Hendes forældre var medlemmer af den litauiske intelligentsia, en social klasse, som i løbet af det russiske zardømme havde udviklet sig fra bondestanden. Hendes mor modtog doktorgraden i oftalmologi ved Universitet i Berlin, mens hendes far modtog sin medicinske embedseksamen fra Universitetet i Tartu i 1910. Efter den russiske revolution i 1917 var hendes forældre med til at grundlægge det første litauiske sygehus i hovedstaden. I løbet af denne periode fungerede hendes far også som udgiver af dagbladet Vilniaus Žodis og det kulturelle tidsskrift Vilniaus Šviesa. Han var derudover en fremtrædende talsmand for litauisk uafhængighed under krigen med Polen.. Gimbutas' forældre var kendere af traditionel litauisk folkekunst og inviterede hyppigt samtidige musikere, kunstnere, og forfattere til deres hjem, bl.a. Vydūnas, Juozas Tumas-Vaižgantas, og Jonas Basanavičius . På baggrund af sin stærkt kulturelle opvækst har Gimbutas sagt:
«Jeg havde muligheden for at stifte bekendtskab med forfattere og kunstnere som Vydunas, Vaižgantas, selv Basanavičius, som blev støttet af mine forældre. Da jeg var fire eller fem år gammel kunne jeg sidde i Basanavičius' lænestol, og jeg følte mig fin. Og senere, gennem hele mit liv, forblev Basanavičius' samlede eventyr og folkeminder af særdeles stor betydning for mig». 
Familien bosatte sig i Kaunas, Litauens midlertidige hovedstad, i 1931, da hun begyndte sine studier. Det samme år blev hendes forældre skilt, og hun levede derfor sammen med sin mor og broren Vytautas i Kaunas. Fem år senere døde faren brat, og ved sin fars dødsleje svor Gimbutas efter eget udsagn, at hun skulle blive forsker: «Helt pludselig begyndte jeg at tænke på hvad jeg skulle blive, hvad jeg skulle gøre med mit liv. Jeg havde været skødesløs med sportslige aktiviteter, svømmet flere kilometre, skøjtet, cyklet, redet på heste. Jeg ændrede mig helt og begyndte at læse» .
I løbet af de følgende år deltog hun i etnografiske ekspeditioner for at dokumentere traditionelle folkeminder og studere litauiske trosforestillinger og dødsritualer . Hun tog eksamen fra Aušra Gymnasium i Kaunas i 1938 og blev indskrevet ved Universitet Vytautas Magnus, det samme år studerede hun lingvistik ved Fakultet for filologi. Hun begyndte derefter ved Universitet i Vilnius for at studere arkæologi under Jonas Puzinas, foruden lingvistik, etnologi, folkloristik og litteratur . I 1941 giftede hun sig med arkitekten Jurgis Gimbutas. Det følgende år fuldførte hun sin magisterkonferens, «Modes of Burial in Lithuania in the Iron Age» (Begravelsesmetoder i Litauen under jernalderen) med hædersbevisninger .
Gimbutas oplevede de store omvæltninger i sit hjemland under 2. verdenskrig, som var under henholdsvis sovjetisk og tysk okkupation i 1940-1941 og 1941-1943 . Et år efter at hun fødte datteren Danuté i juni 1942 flygtede den unge familie ud af landet i kølvandet på den nye sovjetiske okkupation, først til Wien og derefter til Innsbruck og så til Bayern. I hendes refleksioner over den urolige tid har Gimbutas bemærket, «Livet vred mig som en lille plante, men mit arbejde fortsatte i samme retning» . I 1946 modtog hun sin doktorgrad i arkæologi og med bifag i etnologi og religionshistorie fra Universitet i Tübingen med doktorafhandlingen ’’Prehistoric Burial Rites in Lithuania’’ (Forhistoriske begravelsesritualer i Litauen), som blev oversat og udgivet på tysk samme år. Mens hun havde en stilling som postdoc ved Tübingen fødte hun sin anden datter, Živilé. Familien Gimbutas forlod Tyskland og bosatte sig USA i 1949 .

## Karriere
I USA fik Gimbutas arbejde ved Harvard University som oversætter af østeuropæiske, arkæologiske tekster. Hun begyndte derefter som forelæser ved Fakultet for antropologi. I 1955 fik hun en forskerstilling ved Harvards Peabody Museum.

### Kurgan-hypotesen
I 1956 introducerede Gimbutas Kurgan-hypotesen, som kombinerede arkæologiske studier af de sydrussiske gravhøje (russisk Kurgan) med lingvistik. Denne hypotese var et forslag til de proto-indoeuropæisk talende folks oprindelse, som hun benævnte ’’kurganere’’, og et forsøg på at spore deres folkevandringer ind i Europa. Denne hypotese og hendes tværfaglige tilgang fik betydelig indvirkning på studiet af indoeuropæere (se Indoeuropæistik).
I løbet af 1950’erne og begyndelsen af 1960’erne fik Gimbutas et rygte som en førsteklasses specialist i den indoeuropæiske bronzealder foruden litauisk folkloristik, samt baltisk og slavisk forhistorie. Et område, der blev delvist opsummeret i hendes endelige opus, Bronze Age Cultures of Central and Eastern Europe (Bronzealderkulturene i det centrale- og østlige Europa, 1965). I sin forskning gentolkede hun europæisk forhistorie i et nyt lys på baggrund af hendes studier i lingvistik, etnologi, og religionshistorie, og udfordrede derved mange traditionelle antagelser om den europæiske civilisations begyndelse.
Som professor i arkæologi ved University of California, Los Angeles, fra 1963 til 1989 ledte Gimbutas flere betydelige udgravninger af neolitiske fund i Sydøsteuropa mellem 1967 og 1980, herunder Sitagroi og det neolitiske fundsted Achilleion i Thessalien. Ved at grave gennem kulturlag, der repræsenterede en tidsepoke før samtidige beregninger af den neolitiske bosættelse af Europa – hvor andre arkæologer ikke havde forventet at finde yderligere fund – afdækkede hun en række kulturobjekter fra dagligliv og religiøse kulter, som kom til danne grundlag for hendes forskning i resten af karrieren.

### Sen-feministisk arkæologi
Gimbutas fik uventet berømmelse med sine tre sidste bøger: The Goddesses and Gods of Old Europe (Gudinder og guder i Gamle Europa, 1974); The Language of the Goddess (Gudindens sprog, 1989) der dannede inspiration for en udstilling i Wiesbaden i 1993/1994; samt hendes sidste bog, The Civilization of the Goddess (Gudindens civilisation, 1991), hvori hun præsenterede en samlet oversigt over sine spekulationer om de neolitiske kulturer over hele Europa: herunder bl.a. bosætningsmønstre, sociale strukturer, kunst, religion, og graden af læse- og skrivekyndighed.
Gudindens civilisation behandlede det Gimbutas anså som ulighederne mellem det gammeleuropæiske system, som hun betragtede som gudinde- og kvindeorienteret («matriarkalt»), og bronzealderens indoeuropæiske patriarkalske («androkratiske») kultur som efterfulgte den. I henhold til hendes fortolkninger, var gynocentriske (kvindestyrede) samfund fredelige, de tillod homoseksualitet og fremmede en økonomisk lighed. Gimbutas mente, at de «androkratiske» eller mandsdominerede, «kurganfolk», derimod, invaderede Europa og påtvang de indfødte deres hierarkiske styre af mandlige krigere.